# Rathaus Schöneberg (metropolitana di Berlino)
La stazione di Rathaus Schöneberg è una stazione della metropolitana di Berlino, sulla linea U4. Prende il nome dal municipio di Schöneberg, posto nelle immediate vicinanze.
È posta sotto tutela monumentale (Denkmalschutz).